# Institut technologique autonome de Mexico
« ITAM » redirige ici. Pour les autres significations, voir ITAM (homonymie).
L'Institut technologique autonome du Mexique (en espagnol : Instituto Tecnológico Autónomo de México) ou ITAM est une université privée située dans le sud de Mexico au Mexique.  Elle fut fondée sous le nom d'Institut technologique de Mexico le 29 mars 1946 puis se dota du titre d'« autonome » en 1969, ce qui fut régularisé par le secrétaire de l’éducation publique en 1985.
L'enseignement qui y est prodigué est considéré de qualité, en particulier en économie et relations internationales, et l'institut s'est converti ces dernières décennies en un centre de formation de la classe politique mexicaines et des technocrates.  Y sont passés notamment deux secrétaires des finances Pedro Aspe Armella et Francisco Gil Díaz ainsi que Felipe Calderón, élu président du Mexique aux élections de 2006.
L'ITAM a été élue comme la meilleure université en économie d'Amerique latine.

## Liste des recteurs
Jusqu'en 1967, les directeurs de l'institut ont le titre de Director General, qui devient Rector par la suite.
- 1946–1951 : Eduardo García Máynez
- 1952–1967 : Agustín De la Llera,
- 1967–1967 : Gustavo Petricioli Iturbide
- 1967–1968 : Enrique Moreno de Tagle
- 1968–1971 : Joaquín Gómez Morfín
- 1971–1972 : Antonio Carrillo Flores
- 1972–1991 : Javier Beristain Iturbide
- 1992–2006 : Arturo Fernández Pérez

## Personnalités liées à l'Institut

### Professeurs
- Marta Lamas

### Étudiants
- Vanessa Huppenkothen
- María Asunción Aramburuzabala

## Universités partenaires dans le monde

### Canada
- Université McGill

### Chili
- Université pontificale catholique du Chili

### Danemark
- École de commerce de Copenhague

### Espagne
- École supérieure d'administration et de direction d'entreprises

### États-Unis
- Kellogg School of Management
- Ross School of Business
- Stern School of Business
- Université Stanford

### France
- HEC
- NEOMA Business School Rouen
- Institut d'études politiques de Paris
- Sciences Po Strasbourg
- Université Paris-Dauphine
- Université Toulouse-Capitole
- Institut Mines-Télécom Business School
- ESSEC
- Rennes School of Business

### Irlande
- University College Dublin

### Italie
- Université Bocconi

### Japon
- Université Keiō

### Norvège
- Norwegian School of Economics

### Portugal
- Université nouvelle de Lisbonne

### République tchèque
- École supérieure d'économie de Prague

### Royaume-Uni
- Imperial College London
- London School of Economics
- University College de Londres

### Suède
- École d'économie de Stockholm